# NGC 4692
NGC 4692 est une vaste galaxie elliptique située dans la constellation de la Chevelure de Bérénice. Sa vitesse par rapport au fond diffus cosmologique est de 8 246 ± 20 km/s, ce qui correspond à une distance de Hubble de 121,6 ± 8,5 Mpc (∼397 millions d'al). NGC 4692 a été découverte par l'astronome germano-britannique William Herschel en 1785. Cette galaxie a aussi été observée par l'astronome prussien Heinrich Louis d'Arrest le 4 mars 1867 et elle a été inscrite au New General Catalogue sous la désignation NGC 4702.
À ce jour, sept mesures non basées sur le décalage vers le rouge (redshift) donnent une distance de 111,029 ± 28,997 Mpc (∼362 millions d'al), ce qui est à l'intérieur des valeurs de la distance de Hubble. Notons cependant que c'est avec la valeur moyenne des mesures indépendantes, lorsqu'elles existent, que la base de données NASA/IPAC calcule le diamètre d'une galaxie et qu'en conséquence le diamètre de NGC 4692 pourrait être d'environ 51,8 kpc (∼169 000 al) si on utilisait la distance de Hubble pour le calculer.